# Koivusaari (ö i Finland, Birkaland, Södra Birkaland, lat 61,16, long 23,74)
Koivusaari är en ö i Finland. Den ligger i sjön Jalanti och i kommunen Ackas i den ekonomiska regionen  Södra Birkaland och landskapet Birkaland, i den södra delen av landet, 130 km nordväst om huvudstaden Helsingfors. Öns area är 0,9 hektar och dess största längd är 140 meter i nord-sydlig riktning.